# 大釜温泉
大釜温泉（おおがまおんせん）は、秋田県仙北市乳頭温泉郷にある温泉。廃校を移築利用した「大釜温泉旅館」がある。

## 泉質
- 酸性泉

## 温泉街
一軒宿の「大釜温泉旅館」が存在する。廃校となった小学校の建物を移築し、旅館として利用しているのが大きな特徴である。入り口には、小学校の門柱風の標識に「乳頭温泉小学校大釜分校 大釜温泉旅館」と書かれた看板も存在し、昔の小学校というイメージを醸し出している（実際にこの地に分校があったわけではない）。
一軒宿は、軒先に足湯を備えている。

## 歴史
開湯は1962年（昭和37年）。創業後すぐに火事によって建物を焼失した。現在の旅館の建物はその後再建した際に移築されたものである。
1967年（昭和42年）10月19日、乳頭温泉郷の一部として国民保養温泉地に指定。

## アクセス
- JR 秋田新幹線・田沢湖線 田沢湖駅より羽後交通の路線バス「乳頭温泉・蟹場温泉ゆき」で約55分、「乳頭温泉」バス停下車。

## 周辺
- 乳頭温泉郷
  - 黒湯温泉
  - 孫六温泉
  - 一本松温泉
  - 蟹場温泉
  - 妙乃湯温泉
  - 鶴の湯温泉